# Quercus acrodonta
Quercus acrodonta Seemen – gatunek roślin z rodziny bukowatych (Fagaceae Dumort.). Występuje naturalnie w Chinach – w prowincjach Gansu, Kuejczou, Henan, Hubei, Hunan, Shaanxi, Syczuan oraz Junnan. 

## Morfologia
PokrójZimozielone drzewo lub krzew. Dorasta do 15 m wysokości. Młode pędy są owłosione.
LiścieBlaszka liściowa jest omszona od spodu i ma kształt od eliptycznego do eliptycznie lancetowatego lub odwrotnie jajowatego. Mierzy 2–6 cm długości oraz 1–2,5 cm szerokości, jest delikatnie ząbkowana na brzegu, ma nasadę od zaokrąglonej do niemal sercowatej i krótko spiczasty wierzchołek. Ogonek liściowy jest omszony i ma 3–5 mm długości.
OwoceOrzechy zwane żołędziami o elipsoidalnym kształcie, dorastają do 8–10 mm długości i 5–8 mm średnicy. Osadzone są pojedynczo w miseczkach w kształcie kubka, które mierzą 5–8 mm długości i 10–15 mm średnicy. Orzechy otulone są w miseczkach do połowy ich długości.

## Biologia i ekologia
Rośnie w lasach zrzucających liście. Występuje na wysokości do 2300 m n.p.m. Kwitnie w maju, natomiast owoce dojrzewają od września do października.